# Dragan Šakota
Dragan Šakota (in serbo Драган Шакота?, in greco Ντράγκαν Σάκοτα?; Belgrado, 16 giugno 1952) è un ex cestista, allenatore di pallacanestro e dirigente sportivo serbo naturalizzato greco.

## Carriera

### Giocatore
Šakota ha giocato dal 1972 al 1983 nella seconda divisione jugoslava, vestendo la maglia dell'IMT Beogrado.

### Allenatore

#### Club
Šakota è stato il capo allenatore di diversi club europei, per la maggior parte greci, tra cui spiccano Aris Salonicco, Īraklīs, Peristeri, Apollon Patrasso, PAOK, AEK Atene, Crvena zvezda, KK Zadar e KK Cibona.
Ad inizio gennaio 2008 viene chiamato per sostituire Andrea Mazzon, esonerato per la brutta partenza di campionato, sulla panchina della Fortitudo Bologna. In quel momento, la Fortitudo aveva un record di 7-10 in campionato e di 3-4 in ULEB Cup.
A metà dicembre 2008, Šakota viene però licenziato ed al suo posto arriva Cesare Pancotto.
Il 16 novembre 2011 diventa il nuovo allenatore dell'Antalya Büyükşehir Belediyesi, squadra militante nel massimo campionato turco, sostituendo Serdar Apaydın, venendo però licenziato pochi mesi dopo.
L'11 novembre 2014 ritorna sulla panchina dell'AEK Atene, panchina sulla quale rimane fino al dicembre 2015, quando diventa il general manager del club stesso. A marzo 2017, dopo l'esonero di Jure Zdovc, Šakota ritorna ad allenare, vincendo la Basketball Champions League e la Coppa di Grecia.
A fine stagione lascia la panchina, tornando al suo ruolo di direttore tecnico.
Il 23 novembre 2019 torna ad allenare, firmando un contratto con la Stella Rossa, tornando per la seconda volta sulla panchina del team di Belgrado.
Nella prima parte del 2022 assume la guida del Saragozza, mentre il 5 dicembre dello stesso anno subentra a Massimiliano Menetti sulla panchina della Pallacanestro Reggiana, riuscendo a salvare la squadra emiliana con 9 vittorie nella sua gestione. 
Dopo la risoluzione consensuale e un po' di tempo passato il 26 ottobre 2023, viene ufficializzato come nuovo allenatore dell'Happy Casa Brindisi, al posto dell'esonerato Fabio Corbani. Nonostante 11 vittorie nella sua gestione, non riesce a salvare la squadra pugliese, facendola rimanere all'ultimo posto in classifica e facendola retrocedere dopo 12 anni di LBA, mettendosi contro a fine stagione dirigenza, tifoseria e giocatori.  
A fine stagione non rinnova il contratto con la società pugliese, ritornando in Grecia all’AEK Atene.

#### Nazionale
Šakota è stato assistente allenatore della nazionale maggiore jugoslava dal 1989 al 1990, prendendo parte al campionato mondiale del 1990.
Šakota ha svolto sempre il compito di aiuto allenatore per la nazionale serbomonenegrina ad EuroBasket 1999, alle Olimpiadi estive del 2004 e a EuroBasket 2005.
Nel 2006 svolge il ruolo di capo allenatore della nazionale della Serbia e Montenegro al campionato mondiale del 2006, concludendo la manifestazione all'undicesimo posto, peggior risultato di sempre della nazionale serba al torneo mondiale.

## Vita privata
Il figlio, Dušan Šakota, è un giocatore professionista di pallacanestro, così come l'altro figlio Miloš, ex giocatore ed ora allenatore di pallacanestro.

## Palmarès
- Campionato greco: 1

AEK Atene: 2001-02
- Coppa di Grecia: 1

AEK Atene: 2017-18
- Coppa di Serbia e Montenegro: 1

Stella Rossa Belgrado: 2006
- Coppa delle Coppe: 1

PAOK Salonicco: 1990-91
- Basketball Champions League: 1

AEK Atene: 2017-18